# Arabrab di Anubi
Arabrab di Anubi è un romanzo fantasy scritto da Alessandro Forlani pubblicato il 15 ottobre 2017.

## Trama
Arabrab, figlia del Faraone Menses, viene inviata in un viaggio insieme a Manca, ambasciatore degli Shardana, per sposare Mereu, delfino del regno e figlio del re Viridis. Durante il viaggio che partirà dalla Libia, però, la nave viene attaccata dal vascello fantasma guidato da Menetepre, un sacerdote di Anubi, che comanda un esercito di mummie. Il sacerdote la rapisce, sottraendola così dagli intrighi alla corte dei Faraoni, e la porta nella città di Khasa, nei pressi della Libia. Lì, Arabrab viene addestrata per quelli che paiono anni e anni all'uso della magia e delle armi, e, grazie alla magia del sacerdote, mantiene il suo aspetto fisico, la sua età e anche la sua caparbietà. Passano poche ore a Khasa, ma fuori da lì passano tre anni. Arabrab viene quindi rimandata in patria da Menetepre, e vede il proprio padre, Menses, morto assassinato. Vedendo poi che l'assassino è suo fratello Tutankali, amante del loro maestro cocchiere Kashka, suo complice, Arabrab si infuria e uccide entrambi, per poi ritornare a Khasa da Menetepre e accettare la sua condizione di non più totalmente umana, e serva del dio Anubi.
Da questo momento in poi, Arabrab viaggerà a Creta, in Israele, in Etruria, nel Lazio pre-romano, in Gallia, in Iberia, e persino nello Jutland. Oltre a fare la conoscenza di numerosi personaggi, tra cui anche molti leggendari come Eufemo, Orfeo, Omero, Turno ed Enea, la giovane e intrepida guerriera affronta creature mostruose, demoni, sortilegi, sacerdoti corrotti, automi, trold, gelem, minotauri, e persino un automa atlantideo di nome NOE, il quale afferma di essere esistito assai prima della comparsa dell'uomo.
Dopo queste numerose imprese, Arabrab ritorna a Khasa e rivede Sahura, il vecchio supremo della città, che la invita nel suo palazzo sull'acropoli. Giorni dopo, ella viene portata al cospetto anche del suo mentore Menetepre, che le presenta Neferkhara l'Evocatore. Sahura propone di prendere il posto del Faraone Athotis I, che ha preso il posto del padre e del fratello di Arabrab, ma Menetepre si oppone, in quanto Arabrab è una vestale di Anubi ed è destinata a qualcosa di diverso dagli intrighi di corte, e rimane inamovibile anche quando Sahura propone di rendere lei Faraona ma comunque devota allo Sciacallo. Proprio mentre le due parti stanno per venire alle mani, una strana nebbia cala su tutti e Menetepre scompare. Quella stessa notte, dopo aver scoperto che Neferkhara è un necromante, Arabrab viene visitata in sogno dalla dea Bastet, che le comunica che Neferkhara ha bandito tutti gli dei, i quali possono quindi intervenire solo in forma di ba, ossia spiriti; le svela inoltre che, a causa della magia usata da Neferkhara sulla dimora in cui si trova, Arabrab ha perso la sua immortalità e ora si vede a quarant'anni. Risvegliatasi, Arabrab spezza i sigilli che bandiscono i suoi dei e si fa strada raggiungendo Neferkhara-Ameneh, che rivela però il suo vero aspetto da demone. Alle sue spalle si fa però avanti Anubi, che ingaggia una lotta tremenda con il demone e ne esce vincitore; rivelandosi poi come Menetepre, il dio sciacallo abbraccia Arabrab, la quale, pur ritornando immortale ma comunque donna adulta, si riafferma come regina della morte.
(Menetepre)

## Personaggi
- Arabrab: giovane protagonista del libro, è figlia del Faraone Menses. È intrepida, ma anche eccessivamente sprezzante.
- Tutankali: fratello di Arabrab e quindi anche lui figlio del Faraone Menses.
- Menses: Faraone d'Egitto, chiamato l'Imperituro.
- Kashka: maestro cocchiere di Arabrab e Tutankali, è un numida che venera sia i propri dèi che quelli egizi.
- Manca: ambasciatore del re Viridis degli Shardana, ovvero i Sardi.
- Mereu: primogenito di Viridis e delfino del regno degli Shardana.
- Viridis: re degli Shardana.
- Menetepre: rapitore di Arabrab, al comando di un'armata di mummie. Si rivela essere un sacerdote di Anubi, e addestrerà la giovane principessa alla magia e alle armi.

## Edizioni
- Alessandro Forlani, Arabrab di Anubi, collana TrueFantasy, Watson Edizioni, 15 ottobre 2017,  p. 216, ISBN 978-8887224030.